# Erik Niva
Erik Magnus Niva, född 28 november 1978 i Malmberget, är en svensk sportjournalist verksam på Sportbladet, Viaplay och var verksam i podcastserien  When We Were Kings. Han är främst känd som fotbollsjournalist och utsågs 2012 till Årets sportjournalist. Han vann Kristallen för Årets TV-personlighet 2020.

## Karriär
Ett av Nivas första journalistiska uppdrag var att bevaka Draghunds-SM för Norrbottens-Kuriren. Karriären som fotbollsjournalist påbörjades dock på fotbollsmagasinet Four Four Two i London. Via universitets- och journaliststudier vid Umeå universitet respektive Mitthögskolan, samt studentradion Mick 102, hamnade han 2003 på Sportbladet.
Han deltar också i debattprogrammen EuroTalk på SvenskaFans.com och Laul Calling, som sänds på Aftonbladet TV, tillsammans med Robert Laul och Simon Bank. Sedan hösten 2010 arbetar Niva även som studioexpert på Viasat Fotboll under kanalens Champions League- samt Premier League-sändningar.
2018 nominerades Niva till Stora Journalistpriset i klassen "Årets Förnyare" för boken "jagärfotboll".
2019 var Niva sommarvärd i Sommar i P1. där han pratade om sin uppväxt i gruvsamhället Malmberget. 
Tillsammans med den före detta Aftonbladet-sportchefen Håkan Andreasson gör han fotbollspodden "When we were kings" sedan 2019. Podden har runt 100 000 unika lyssnare och framgången ledde till att Niva sa upp sig från sin heltidstjänst på Aftonbladet. Podden har bland annat uppmärksammats för att ha ovanligt långa avsnitt, ofta flera timmar långa.

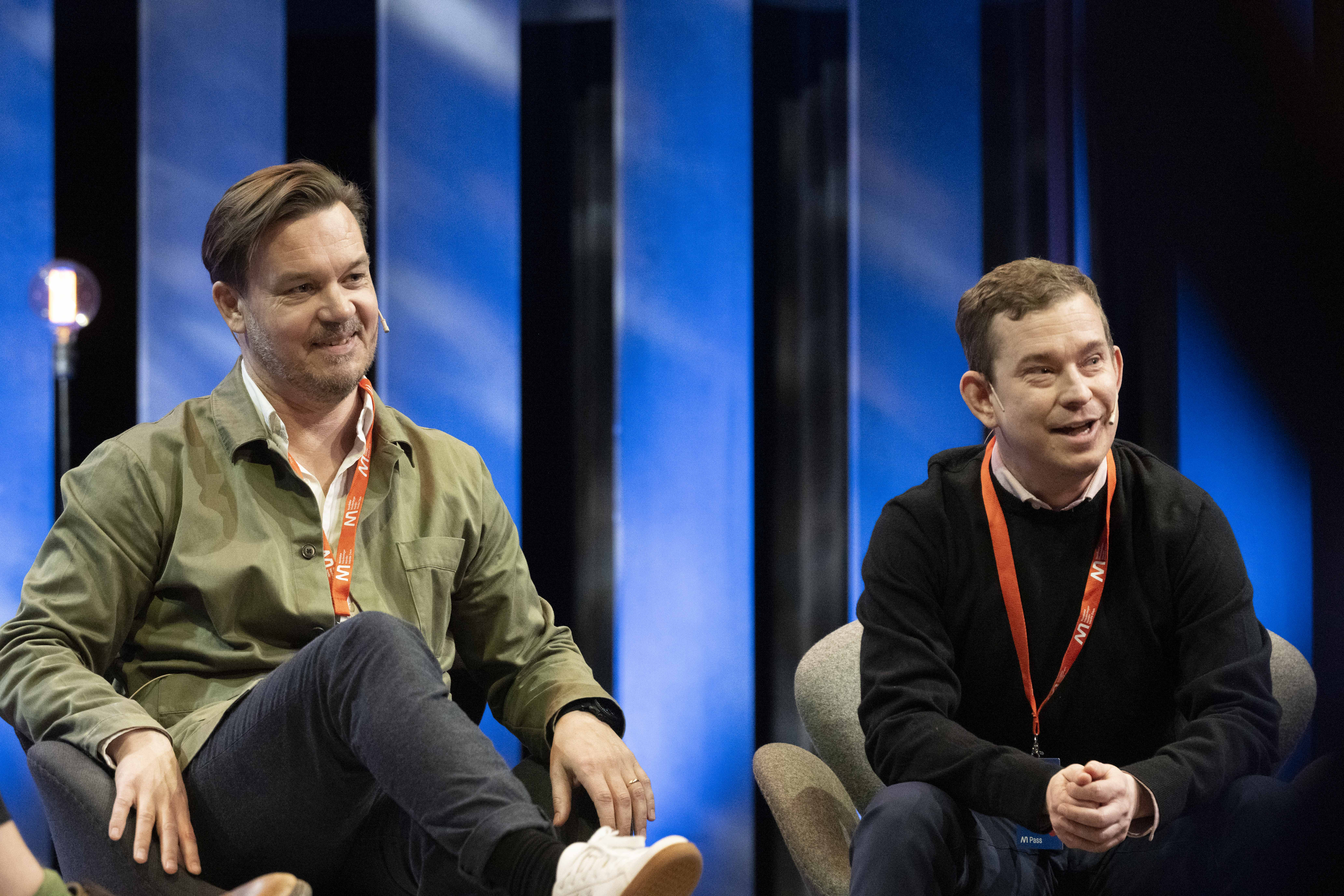
Erik Niva (höger) tillsammans med poddkollegan Håkan Andreasson, 2022.

2021 tilldelades Niva Stora retorikpriset.
Niva gör även webb-tv-formatet ”Fotbollsresan: Vägvalet" tillsammans med reporter Linn Nordström och fotograf Pontus Orre. För detta nominerades trion 2022 till Stora Journalistpriset i klassen ”Årets förnyare”
Hösten 2024 meddelade Niva att han och Andreassons fotbollspodd "When We Were Kings" läggs ned på eget initiativ. Efter nära 300 podcastavsnitt sänds det allra sista avsnittet 26 mars 2025. 
Senare under hösten 2024 meddelades även att den sex år långa podcast-eran för Niva följs upp av en avskedsturné under mars och april ett sista "podcastavsnitt" endast för konsertbesökarna med temat "Tottenham Hotspur FC's säsong 2018-19". Ett allra sista hej då till den flera hundra tusen stora poddcastpubliken ägde rum på Cirkus, Stockholm 25 april.

## Övriga aktiviteter
Niva var med i första säsongen av Farmen 2001 och gick in i denna TV-produktion under en spelad roll. Bakgrunden var att Niva och hans mediestuderande kamrater ville undersöka hur mycket av det man ser i dokusåpor verkligen är sant och vad som bara är vinklad lögn. Niva valde att ljuga om sig själv och spelade rollen som medveten straight edge-kille. Kodnamnet för denna insats var "Kommando Hans Fahlén".
2012 valdes Niva in som hedersmedlem nummer 4 i Sweden Spurs, officiella svenska supporterklubben för Tottenham Hotspur.
Under säsongen 2016–2017 deltog Niva som tävlande i TV-programmet På spåret tillsammans med Charlotte Gyllenhammar. Han sommarpratade 2019. Hösten 2020 publicerade Niva boken Äkta hela vägen (Mondial) tillsammans med Martin Mutumba.

## Privatliv
Niva är uppvuxen i en akademikerfamilj i gruvsamhället Malmberget. Han är sambo med journalisten Anna Tiberg och tillsammans har de två barn.

## Utmärkelser
- Elva år i rad (2010–2020) utsågs Niva till bästa sportjournalist alla kategorier i SvenskaFans omröstning Guldskölden.[16]
- 2011 vann han Publicistklubbens pris "Guldpennan".[17]
- 2012 utsågs han av Sportjournalisternas Klubb Stockholm till "Årets sportjournalist".[18]
- 2020 vann han Kristallen som årets tv-personlighet.